# Poa sieberiana
Poa sieberiana är en gräsart som beskrevs av Spreng.. Poa sieberiana ingår i släktet gröen, och familjen gräs. Inga underarter finns listade i Catalogue of Life.